# Canton de Tourcoing-Nord-Est
Le canton de Tourcoing-Nord-Est est un ancien canton français, situé dans le département du Nord et la région Nord-Pas-de-Calais.

## Composition

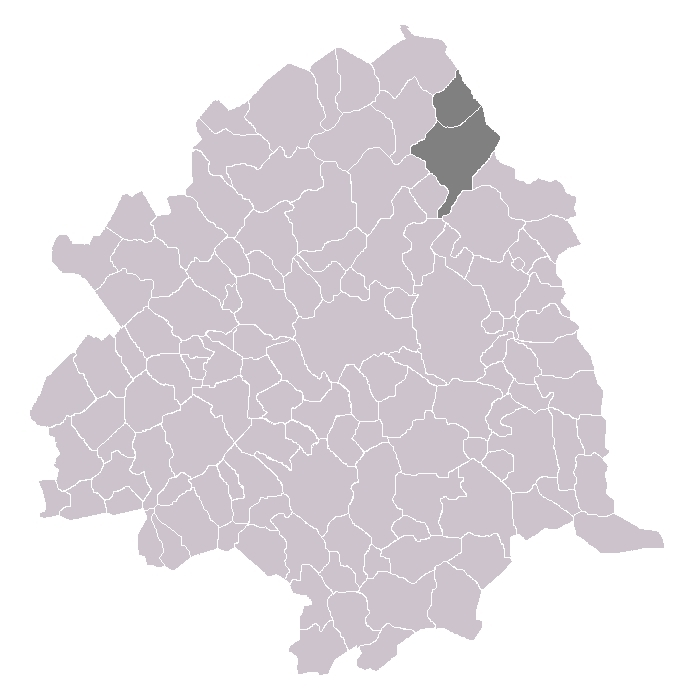
Canton de Tourcoing Nord-Est dans l'arrondissement de Lille

Le canton de Tourcoing-Nord-Est regroupait les communes suivantes :
| Nom                   | Code Insee | Intercommunalité              | Population (dernière pop. légale)               |
| --------------------- | ---------- | ----------------------------- | ----------------------------------------------- |
| Tourcoing (chef-lieu) | 59599      | Métropole européenne de Lille | Fraction : 41 351(2012) Commune : 95 329 (2014) |
| Neuville-en-Ferrain   | 59426      | Métropole européenne de Lille | 10 308 (2014)                                   |

## Histoire
Canton créé par la loi du 20 juillet 1895 (division du canton  de Tourcoing-Nord).

## Représentation

### Conseillers généraux de 1895 à 2015
| Date d'élection       | Identité                    | Parti                 | Qualité |
| --------------------- | --------------------------- | --------------------- | --- |
| 1895-1901             | François Masure-Six         | Républicain           | Propriétaire à Tourcoing                                                                                                |
| 1901-1913             | Henri Loridan               | Républicain Radical   | Boucher, conseiller municipal de Tourcoing                                                                              |
| 1913-1922             | François Leduc              | Rad.                  | Docteur en médecine Adjoint au maire de Tourcoing                                                                       |
| 1922-1925             | Henri Vandenberghe          | Républicain-Rad.      | Industriel à Tourcoing                                                                                                  |
| 1925-1931             | Albert Inghels              | SFIO                  | Ouvrier du textile Maire de Tourcoing (1930-1935) Député (1914-1924 et 1932-1936)                                       |
| 1931-1937             | Jacquelin Naert             | Rad.                  | Médecin à Tourcoing |
| 1937-1940 (révoqué)   | Gustave Casier (1896-1983)  | PC-SFIC               | Ouvrier tisserand puis employé de coopérative à Tourcoing Révoqué à la suite du décret Daladier                         |
|                       |                             |                       | |
| 1945-1949             | Louis Lallemand (1906-1983) | PCF                   | Ouvrier tourneur, Mouvaux                                                                                               |
| 1949-1955             | Gaston Bastard              | MRP                   | Agrégé de l'Université, professeur d'histoire, adjoint au maire de Tourcoing                                            |
| 1955-1961             | Louis Paris                 | SFIO                  | Marchand de journaux Maire de Tourcoing (1947-1954)                                                                     |
| 1961-1979             | Henri Blary                 | UNR puis UDR puis RPR | Négociant - Maire-adjoint de Tourcoing Député (1967-1978)                                                               |
| 1979-1985             | Jean-Pierre Balduyck        | PS                    | Employé Député (1988-1993 et 1997-2002) Maire de Tourcoing (1989-2008)                                                  |
| 1985-1998             | Patrick Delnatte            | RPR                   | Négociant en matériaux de construction Député de 1994 à 1997 Conseiller municipal de Tourcoing (1971-1977 et 1989-2001) |
| 1998-2010 (démission) | Michel-François Delannoy    | PS                    | Assistant parlementaire Maire de Tourcoing (2008-2014)                                                                  |
| 2010-2015             | Vincent Lannoo              | PS                    | Professeur de collège Ancien adjoint au maire de Tourcoing                                                              |

### Conseillers d'arrondissement (de 1895 à 1940)
| Période                                  | Période | Identité                       | Étiquette           | Qualité |
| ---------------------------------------- | ------- | ------------------------------ | ------------------- | --- |
| 1895                                     | 1898    | Gaston Barbarie                | Républicain radical | Conseiller municipal de Tourcoing, secrétaire du syndicat des mouleurs                                      |
| 1898                                     | 1904    | Charles Phalempin              | Républicain         | Maire de Neuville-en-Ferrain                                                                                |
| 1904                                     | 1910    | Florent Viel                   | Radical             | Représentant de commerce, Tourcoing                                                                         |
| 1910                                     | 1919    | Arthur Pierpont (1875-1932)    | SFIO                | Ouvrier du textile puis cabaretier et gérant de coopérative, Tourcoing                                      |
| 1919                                     | 1925    | Désiré Vandamme                | Républicain         | Horticulteur, conseiller municipal de Tourcoing                                                             |
| 1925                                     | 1928    | Henri Vandenberghe (1863-1934) | Républicain         | Industriel à Tourcoing                                                                                      |
| 1928                                     | 1940    | Victor Tarel                   | FR                  | Rentier, conseiller municipal de Tourcoing                                                                  |
| 1940                                     |         |                                |                     | Les conseils d'arrondissement ont été suspendus par la loi du 12 octobre 1940 et n'ont jamais été réactivés |
| Les données manquantes sont à compléter. |         |                                |                     | |

## Démographie
| 1962 | 1968 | 1975 | 1982 | 1990   | 1999   | 2006   | 2011   | 2012   |
| ---- | ---- | ---- | ---- | ------ | ------ | ------ | ------ | ------ |
| -    | -    | -    | -    | 51 826 | 51 340 | 50 224 | 51 661 | 51 631 |